# Bosellia marcusi
Bosellia marcusi är en snäckart som beskrevs av Ev. Marcus 1972. Bosellia marcusi ingår i släktet Bosellia och familjen sammetssniglar. Inga underarter finns listade i Catalogue of Life.